# Mastrus nigridens
Mastrus nigridens là một loài tò vò trong họ Ichneumonidae.